# サン・イシドロ・パルティード
サン・イシドロ(スペイン語: San Isidro)は、アルゼンチン・大ブエノスアイレス都市圏の北部に位置するブエノスアイレス州のパルティードである。

## 概要
サン・イシドロの首都はブエノスアイレスの街から21キロ（13マイル）のサン・イシドロ市。サン・イシドロ市の創設者はドミンゴ・デ・アカスソである。大ブエノスアイレス都市圏にあり、面積は51.44平方キロメートル（19.9平方マイル）。2010年の人口は291,608人 。サン・イシドロはティグレ、ビセンテ・ロペス、サン・マルティン、サン・フェルナンドのパルティードと国境を接している。

## 地域
- アカスソ（英語版）
- ベッカール（スペイン語版）
- ブローニュ・シュル・メール（英語版）
- マルティネス（スペイン語版）
- サン・イシドロ（スペイン語版）
- ビジャ・アデリーナ（スペイン語版）

## 観光

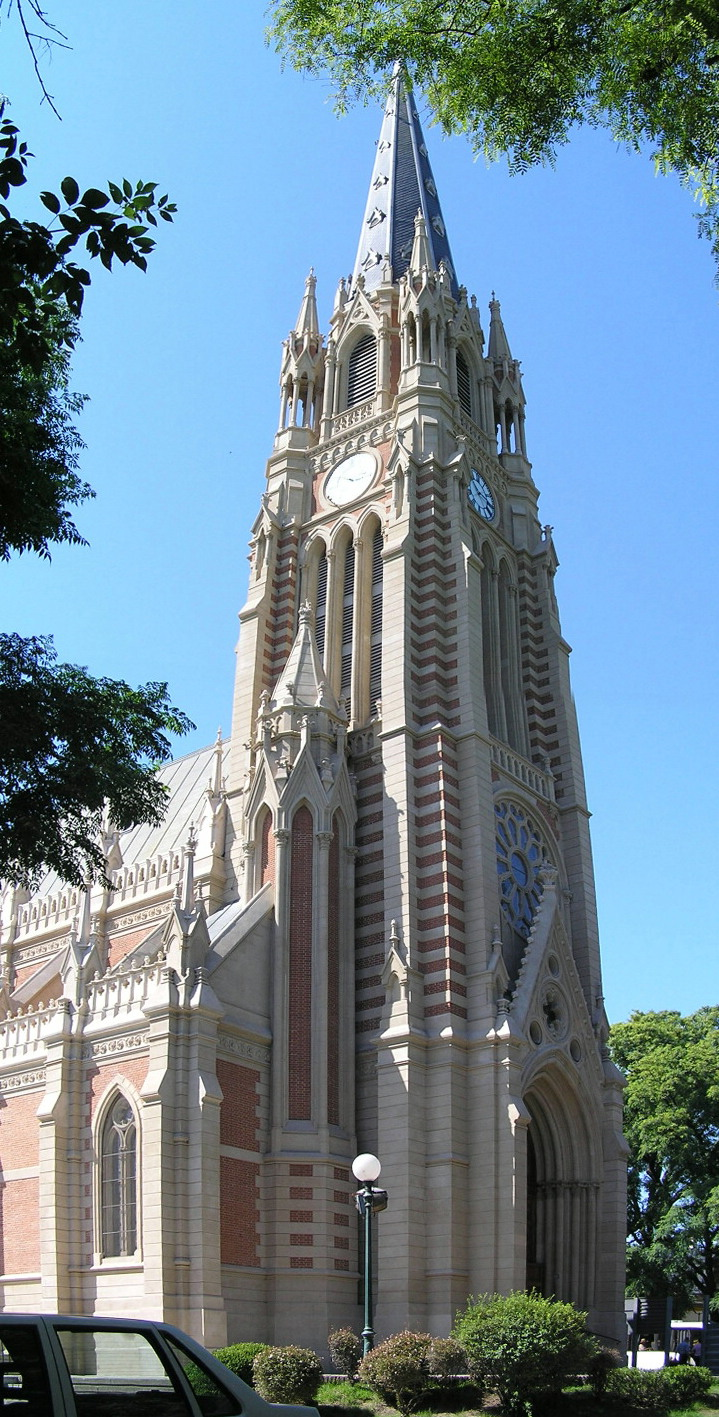
サン・イシドロ大聖堂

大聖堂：サン・イシドロ大聖堂(スペイン語:Catedral de San Isidro Labrador(San Isidro)は聖イシドロ農夫に捧げられた大聖堂で、1898年7月14日に完成。ネオゴシック様式で建てられ、高さは68.65メートル。サン・イシドロの歴史的地区のPlaza Mitreの向かい側に位置している。
競馬場：歴史的に有名なジョッキークラブの本拠地。国際的レベルのサーキット、サン・イシドロ競馬場がある。

## スポーツ
ラグビー：アルゼンチンにおける主要ラグビークラブであるサン・イシドロ・クルブ（SIC）とCAサン・イシドロ（CASI）の本拠地。アルゼンチンラグビー協会の所在地でもある。
サッカー：プリメーラB・メトロポリターナで活動しているサッカークラブ、CAアカスソの本拠地。
バスケットボール：サン・イシドロのバスケットボールクラブの中で、ウニオン・ベシナル・デ・ビジャ・アデリーナは、現在ブエノスアイレス首都圏のバスケットボール連盟トップ20トーナメントに参加。ソーシャルクラブ・ベッカールとBA.NA.DEにも参加している。 
ホッケー：ホッケーで際立っているクラブの中には、サン・イシドロ・クルブ（SIC）、クルブ・プエイレドン、アローズクラブ(明確な本部なし)、CAサン・イシドロ（CASI）がある。これらのクラブは、ブエノスアイレスのAAHBAアマチュアホッケー協会の一部である。